# روز رينو
روز رينو (بالفرنسية: Rose Renaud)‏ هي مغنية أوبرا فرنسية، (و. 1769 – 1833 م).